# Viktor Neumann
Viktor Neumann (* 14. August 1958 in Köln) ist ein deutscher Schauspieler und Synchronsprecher sowie Sprecher von Hörspielen & Hörbüchern.

## Leben und Wirken
Neumann wuchs in Schildgen auf, absolvierte seine Ausbildung an der Folkwang-Hochschule in Essen und war danach sieben Jahre am Schauspielhaus Dortmund engagiert. Weitere Engagements folgten am Stadttheater Trier und am Renaissance-Theater Berlin.
In der Fantasy-Serie Merlin – Die neuen Abenteuer sprach er den Charakter Sir Gwaine. Er ist häufig als Synchronstimme von Alan Cumming (Die Flintstones in Viva Rock Vegas, Garfield – Der Film, Ripley Under Ground oder der Serie The L Word – Wenn Frauen Frauen lieben) und Benoît Magimel (Die purpurnen Flüsse 2 – Die Engel der Apokalypse, Das Geheimnis der Geisha) zu hören. Außerdem spricht er Jon Cryer in Shorts und in Two and a Half Men sowie Andrew Lincoln in der Fernsehserie The Walking Dead.

## Synchronarbeit (Auswahl)
John Hawkes
- 1998: Rush Hour als Stucky
- 2014: Joe Albany – Mein Vater, die Jazzlegende (Low Down) als Joe Albany

Christian Kane
- 2000–2002, 2008: Angel – Jäger der Finsternis als Lindsey McDonald
- 2008–2012: Leverage als Eliot Spencer
- 2021–2023: Leverage 2.0 als Eliot Spencer

J. D. Evermore
- 2009: Bad Lieutenant – Cop ohne Gewissen als Rick Fitzsimon
- 2011: The Mechanic als Waffenverkäufer

Guy Pearce
- 2010: The King’s Speech als König Edward VIII.
- 2013: Iron Man 3 als Aldrich Killian

Ryuta Sato
- 2017: Fullmetal Alchemist als Maes Hughes (Netflix-Film)
- 2022: Fullmetal Alchemist: The Revenge of Scar als Maes Hughes (Netflix-Film)

Jon Cryer
- 2005–2015: Two and a Half Men als Alan Harper
- 2015–2016: Navy CIS als  Dr. Cyril Taft
- 2019–2021: Supergirl als Lex Luthor

Sendhil Ramamurthy
- 2007–2010: Heroes als Mohinder Suresh
- 2011, 2014: Covert Affairs als Jai Wilcox
- 2013–2014: Beauty and the Beast als Gabriel Lowan

Andrew Lincoln
- 2010–2018, 2022: The Walking Dead als Rick Grimes
- 2018: Fear the Walking Dead als Rick Grimes
- 2022: Guillermo del Toro's Cabinet of Curiosities – Andrew Lincoln als Edgar Bradley

Steven Mackintosh
- 2003: Die Mutter – The Mother als Bobby
- 2010: Luther als DCI Ian Reed
- 2013: Das Geheimnis der Geister von Craggyford als Brad/ Barnabus
- 2020: Soulmates als Bruder Samson

Alan Cumming
- 2001: Beziehungen und andere Katastrophen als Joe Therrian
- 2004: Schauspieler und andere Katastrophen als Mark
- 2005: Ripley Under Ground als Jeff Constant
- 2018: Doctor Who als Jakob I.
- 2021: Prodigal Son – Der Mörder in Dir als Simon Hoxley

Daniel Dae Kim
- 2000: Star Trek: Raumschiff Voyager als Gotana–Retz
- 2004: Without a Trace – Spurlos verschwunden als Mark Hiroshi
- 2004–2005: 24 als Tom Baker
- 2004: Spider-Man 2 als Raymond
- 2011–2018: Hawaii Five-0 als Chin Ho Kelly
- 2015: Die Bestimmung – Insurgent als Jack Kang

James Tupper
- 2011–2015: Revenge als David Clark
- 2011: Grey’s Anatomy als Dr. Andrew Perkins
- 2012: Kiss the Coach als Matt
- 2015: Resurrection als Dr. Eric Ward
- 2017–2019: Big Little Lies als Nathan Carlson
- 2017: The Brave als Alex Hoffman
- 2022: The Requin – Der Hai als Kyle

Benoît Magimel
- 2004: Die purpurnen Flüsse 2 – Die Engel der Apokalypse als Reda
- 2005: Sky Fighters als Capitaine Antoine "Walk'n" Marchelli
- 2007: Die City–Krieger als Franck
- 2008: Das Geheimnis der Geisha als Alex Fayard
- 2009: Fair Play – Spiel ohne Regeln als Jean–Claude
- 2010: Spurlos als Étienne Meunier
- 2011: Special Forces als Tic–Tac
- 2012: My Way – Ein Leben für das Chanson als Paul Lederman

Dominic Purcell
- 2007–2009/2017: Prison Break als Lincoln Burrows
- 2011: Escapee – Nichts kann ihn stoppen als Jaxon
- 2012: Bad Karma – Keine Schuld bleibt ungesühnt als Mack
- 2013: Assault on Wall Street als Jim Baxford
- 2014: A Fighting Man als Sailor O'Connor
- 2014: The Flash als Mick Rory/Heat Wave
- 2015: Gridlocked – In der Schusslinie als David Hendrix
- 2016–2021: DC's Legends of Tomorrow als Mick Rory/Heat Wave

Donnie Yen
- 2008: Ip Man als Ip Man
- 2008: Das Königreich der Yan als Muyong Xuehu
- 2009: Bodyguards and Assassins als Sum Chung-Yang
- 2010: Legend of the Fist als Chen Zhen
- 2010: Ip Man 2 als Ip Man
- 2011: The Lost Bladesman als Guan Yu
- 2014: Kung Fu Killer als Hahou Mo
- 2015: Ip Man 3 als Ip Man
- 2016: Iceman – Der Krieger aus dem Eis als Ho Ying
- 2017: xXx: Die Rückkehr des Xander Cage als Xiang
- 2019: Ip Man 4: The Finale als Ip Man
- 2023: John Wick: Kapitel 4 als Caine

### Filme
- 1998: Auf immer und ewig – Dougray Scott als Prinz Henry
- 1999: Notting Hill – Matthew Modine als Schauspieler (Film im Film)
- 1999: Willkommen in Freak City – Sergio Di Zio als Leo Berman
- 2003: Fluch der Karibik – Damian O’Hare als Lt. Gilette
- 2003: Master & Commander – Bis ans Ende der Welt – Paul Bettany als Dr. Stephen Maturin
- 2004: Saw – Wessen Blut wird fließen? – Cary Elwes als Dr. Lawrence Gordon
- 2004: 30 über Nacht – Philip Pavel als Phil
- 2004: In 80 Tagen um die Welt – Luke Wilson als Orville Wright
- 2008: Sex and the City – Der Film – Malcolm Gets als Makler
- 2010: Alpha & Omega – Justin Long als Humphrey
- 2010: So spielt das Leben – Bill Brochtrup als Gary
- 2011: Drive – Oscar Isaac als Standard
- 2011: My Week with Marilyn – Robert Portal als David Orton
- 2011: Der Zoowärter – Nat Faxon als Dave
- 2011: Real Steel – Karl Yune als Tak Mashido
- 2011: Morning Glory – Jay Russell als Produzent
- 2013: American Hustle – Alessandro Nivola als Anthony Amado
- 2013: Jack und das Kuckucksuhrherz als Méliès
- 2015: Raum – Sean Bridgers als OId Nick
- 2015: Der Marsianer – Rettet Mark Watney –  Aksel Hennie als Dr. Alex Vogel
- 2016: Money Monster – Dominic West als Walt Camby
- 2017: Schneemann – David Dencik als Vetlesen
- 2019: Dragonball Super: Broly – Masako Nozawa als Gogeta
- 2019: Le Mans 66 – Gegen jede Chance – Ray McKinnon als Phil Remington
- 2019: Coma – Sergei Gilev als Assistent
- 2022: Bullet Train – David Leitch als Jeff Zufelt

### Serien
- 2000: Digimon – Hiroaki Hirata als Erzähler
- 2001–2002: Dragon Ball Z als Vegetto & Gogeta
- 2003: Cowboy Bebop – Kōichi Yamadera als Spike Spiegel
- 2006: Desperate Housewives – Jay Harrington als Dr. Ron McCreadie
- 2007–2012: One Tree Hill – Paul Johansson als Dan Scott
- 2009–2010: Gary Unmarried – Jay Mohr als Gary Brooks
- 2010–2011: Stargate Universe – Robert Carlyle als Dr. Nicholas Rush
- 2010–2014: Cougar Town – 40 ist das neue 20 – Brian Van Holt als Bobby Cobb
- 2012–2016: The Exes – David Alan Basche als Stuart Gardner
- 2012–2017: Rizzoli & Isles – Chris Vance als Lt. Col. Charles "Casey" Jones
- 2013: Falling Skies – Robert Sean Leonard als Roger Kadar
- 2013: Ninjago – Alan Marriott als Captain Soto (1. Stimme)
- 2014–2016: Violetta – Diego Ramos als Germán Castillo
- 2015–2018: Dragon Ball Super – Shin’ichirō Miki als Zamasu
- 2016: Victoria – Ryan Pope als Ingenieur
- 2017: Baron Noir – Eric Caruso als Laurent Mirmont
- 2017: Lore – Aaron Mahnke als Aaron Mahnke
- 2018–2019: You – Du wirst mich lieben – John Stamos als Dr. Nicky
- 2018: 1983 – Andrzej Chyra als Władysław Lis
- 2018–2019: Chilling Adventures of Sabrina – Adrian Hough als Joe Putnam
- 2019: Der Basar des Schicksals – Gilbert Melki als Marc-Antoine de Lenverpré
- 2022: The Lincoln Lawyer – Jamie McShane als Det. Lee Lankford
- 2022: Law & Order: Organized Crime – Denis Leary als Det. Frank Donnelly
- 2022: Doctor Who – John Bishop als Dan Lewis
- 2022: Killing Eve – Ingvar Sigurdsson als Lars Meier
- 2023: The Last of Us – Scott Shepherd als David

## Hörspiele (Auswahl)
- 1998: Peter Steinbach: Warum ist es am Rhein so schön…(Pilot)  – Regie: Hans Gerd Krogmann (Hörspiel – WDR/DLR)
- 2014: Robert Weber: Die Infektion II – Die Insel (Olaf) – Regie: Annette Kurth (Kriminalhörspiel – WDR)
- 2016: Oliver Döring: Foster: Prolog: Die Seele eines Dämons (Tonpool)
- 2019: Jonathan Clements: Death Note – Die komplette Hörspielreihe (nach der Mangaserie von Tsugumi Ōba und Takeshi Obata), Lübbe Audio (Download), ISBN 978-3-8387-9298-9 (als Reiji Namikawa)

## Hörbücher (Auswahl)
- 2014: Liselotte Roll: Bittere Sünde (Audible exklusiv)
- 2014: Liselotte Roll: Schwarze Asche (Audible exklusiv)